# マスデバリア・ユンガセンシス
マスデバリア・ユンガセンシス（Masdevalia yungasensis）はマスデバリア属のラン科植物。花に暗紫色の条斑が入る特徴がある。

## 特徴
常緑の着生植物。本属では小型から中型の範疇である。葉の長さは6-12cmで線状楕円形。
開花期は晩春。花茎は4-8cmで、直立して単独の花をつける。花は2×4.5cm程度で萼片は基部は互いに癒合して筒状、先端は倒卵形に広がり、丸く広がる。背萼片はやや前に傾き、側萼片は互いに半ばまで合着して多少とも開く。これは全体として白から薄桃色をしており、その地色に濃紫色から赤の線状斑がそれぞれ3本走っている。萼片の先端は尾状の突起になっているが短くて薄緑色をしている。花弁は萼の筒に収まって見えず来駕側萼片は長方形で白に紫の線が入り、唇弁は暗紫色でイカのような形をしている。
種小名はボリビアにある「Yungasに産する」の意である。ちなみに発見命名は日本人により、国立科学博物館の橋本保の手になるものである。

## 分布と生育環境
ボリビアの中部、ラパスからコチャバンバに分布し、標高2500-3000mの区域の渓流沿いの雲霧林に生育する。

## 利用
洋ランとして栽培される。標高が高い区域に産するいわゆるクールタイプに属し、特に夏の暑さには弱い。
本種はその萼片に線が入るのが特徴的で、交配親としてもよく用いられ、この特徴を持つ交配品種が多く作られている。

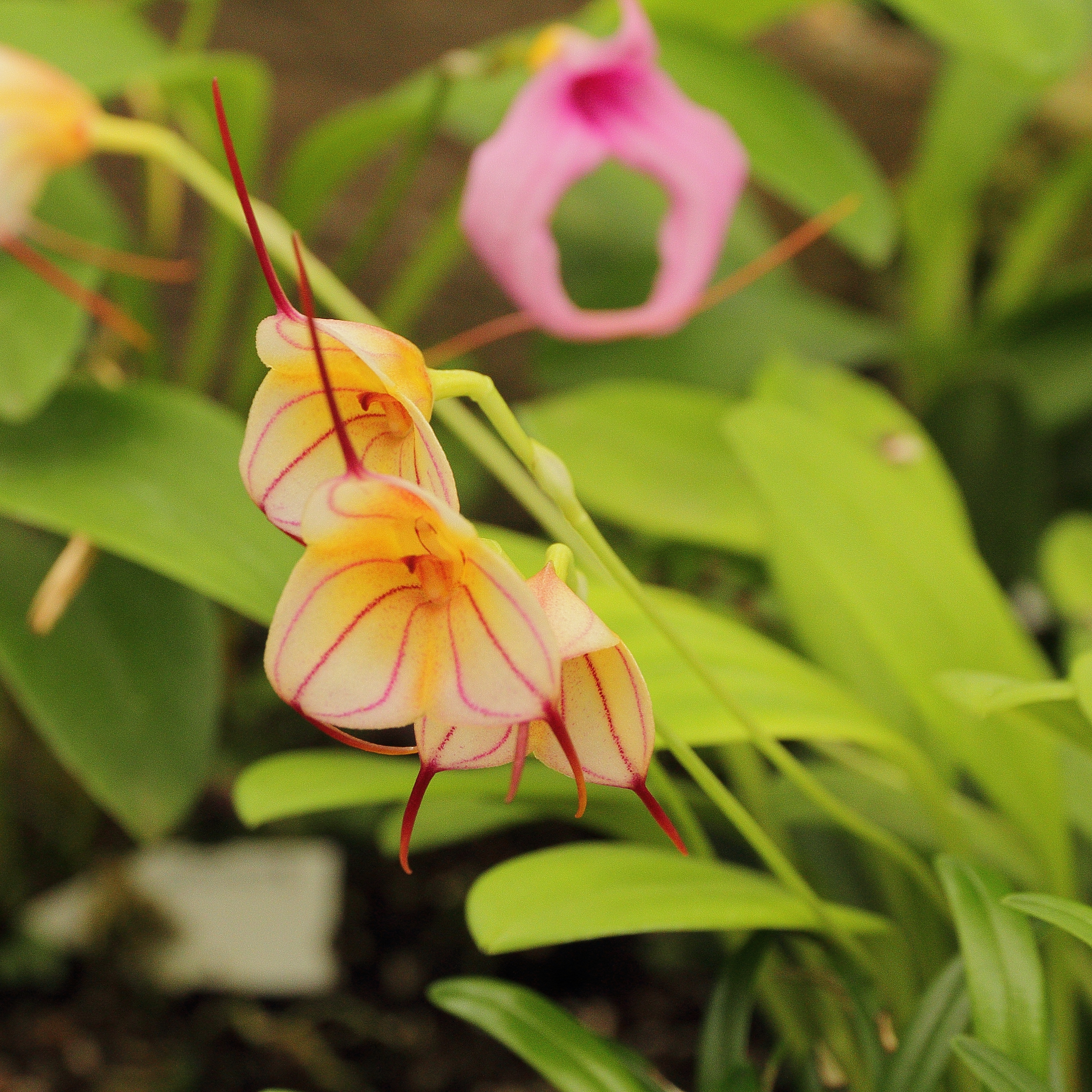
交配品種の1つ。おそらく本種が関わっている